# Eğridir (jezioro)
Eğridir – jezioro w zachodniej Turcji na terenie Wyżyny Anatolijskiej.
Jezioro jest pochodzenia tektonicznego i powstało podczas środkowego miocenu. Znajduje się na północny wschód od Isparty na wysokości 924 m n.p.m. Ma 35 km długości i 16 szerokości. Tylko w kilku miejscach głębokość jeziora przekracza 10 metrów. Północna część jeziora jest znacznie płytsza, a brzegi są zarośnięte trzcinami. Zasilają je trzy strumienie, które zazwyczaj wysychają w okresie letnim. Jezioro jest połączone kanałem z jeziorem Kovada.
Eğridir jest jednym z najważniejszych jezior słodkowodnych w Turcji i jako zbiornik wody pitnej podlega ochronie. Korzystają z niej prowincje Isparta i Egirdir. Pomimo zmniejszenia zużycia wody w ciągu ostatnich 25 lat (2006) poziom wody w jeziorze spadł o 2,5 m. W 1995 roku miasto Eğirdir uruchomiło oczyszczalnię ścieków i przestało odprowadzać je do jeziora.
Głównym gatunkiem łowionym w jeziorze jest sandacz (Stizostedion lucioperca), którym zarybiono wody w 1955 roku. Do połowy lat 80. XX wieku w jeziorze prowadzono połowy raków (Astacus leptodactylus). Średnio rocznie 2000-2500 ton co przynosiło 5-6 milionów dolarów dochodu. Jednak ich ilość zaczęła się zmniejszać i obecnie prawie wyginęły. Przypuszcza się, że powodem był grzyb lub wzrost populacji szczupaków z powodu przełowienia raków. Od czasu wprowadzenia sandacza w jeziorze wyginęło osiem różnych rodzimych gatunków ryb.

## Wyspy
Na jeziorze są dwie wyspy Can Ada i Yeşil Ada połączone mostami z leżącym nad nim miastem Eğridir.